# Петрівське (Васильківський район, Київська область)
Петрівське  — колишнє село в Україні, у Васильківському районі Київської області. Підпорядковувалось Кодаківській сільській раді. Розташовувалося за 2,5 км на південь від Кодаків.
Виникло у 1-й чверті 20 століття, мало назву Комуна Чайка. У 1920-30-х роках це поселення займало доволі велику площу, мало підприємство. 
7 липня 1992 року Київська обласна рада зняла село з обліку. Територія колишнього села розорана.